# Кюсю
Кю́сю (яп. 九州 Кю:сю:, букв. «девять провинций»), также Кюсю́ — третий по величине остров Японского архипелага. Площадь: 35640 км². Население: 12,0 млн чел. (2010); плотность населения — 295,6 чел./км². Протяжённость с севера на юг: 320 км. Максимальная ширина острова: 220 км.
Кюсю отделён от острова Хонсю Симоносэкским проливом (проливом Каммон), под которым проложено несколько тоннелей Каммон (автомобильные, железнодорожный и даже пешеходный), а также через который перекинут мост Каммон.

## Этимология
Название от японского кю — «девять»,сю — «провинция по старому административному делению» (ныне историческая область), то есть «девять провинций». В старой русской транскрипции назывался Киу-Шиу или Киу-Сиу. По одной из версий, считается местом зарождения японской цивилизации. Другие названия острова — Кюкоку (九国 «девять стран»), Тиндзей (鎮西 «отрада Запада») и Цукусиносима (筑紫島 «остров Цукуси»).

## География
Кюсю омывается на востоке Тихим океаном, на северо-востоке Внутренним Японским морем, на западе — Восточно-Китайским морем. Самая северная точка острова — контейнерный терминал Таноура (田野浦埋立地, 33°58′ с. ш.), самая южная — мыс Сата (佐多岬, 30°59′ с. ш.). Протяжённость территории острова с севера на юг — 331,2 км. Самая западная точка — мыс Кодзакихана (神崎鼻, 129°33′ в. д.), самая восточная — мыс Цуруми (鶴御崎, 132°05′ в. д.). Протяжённость территории острова с запада на восток — 237,8 км.
Берега сильно изрезанные (за исключением восточных). Рельеф горный (равнины распространены лишь на западе и северо-западе Кюсю). На северо-западе — невысокие горы и холмы (высоты до 1055 м), на юго-востоке — средневысотные горы. Высшая точка — недействующий вулкан Кудзю (九重山, 1791 м). Горы сложены, главным образом, породами вулканического происхождения, гранитами и сланцами. На острове расположен один из наиболее активных японских вулканов — Асо (1592 м); активны также вулканы Кирисима, Сакурадзима. Многочисленные термальные источники (наиболее известные — близ города Беппу на востоке острова и в окрестностях вулкана Асо в центральной части Кюсю). Недра острова богаты каменным углём (крупнейшие месторождения — Тикуго, Миикэ, Хидзэн). Остров Кюсю относится к сейсмоопасным зонам. Крупнейшая равнина острова — Цукуси (1200 км²).
Климат субтропический, муссонный. Осадков до 3000 мм в год (максимум — летом). Среднеянварская температура колеблется от 0 °C в горах до 10 °C на побережье, среднеиюльская — от 15 °C в горах до 26 °C на побережье. Зимой во время муссонов нередки резкие перепады температур; часты тайфуны. Кюсю омывается двумя тёплыми течениями — Куросио и Цусимским.
Речная сеть густая; реки бурные, богатые гидроэнергией. Самая длинная река острова — Тикуго.
Из-за неровностей рельефа местная флора характеризуется высотной поясностью: в нижнем ярусе (до 850 м) растут увитые лианами камелии, магнолии, камфорное дерево и дуб: выше находятся листопадные и хвойные леса с соснами, японским кипарисом и криптомериями, а на вершинах гор — луга и кустарники.
Прибрежные районы покрыты тропическими муссонными лесами с пальмами, древовидными папоротниками, фикусами, бамбуком, орхидеями и саговниками. На юге — тропические муссонные леса с преобладанием пальм и папоротников.

Из-за бурного развития промышленности леса находятся под угрозой уничтожения, и для их охраны созданы национальные парки Асо, Кирисима, Сайкай и Ундзен-Амакуса. 
| Т И Х И Й О К Е А Н ВОСТОЧНО-КИТАЙСКОЕ МОРЕ ЯПОНСКОЕ МОРЕ ВНУТРЕННЕЕ ЯПОНСКОЕ МОРЕ Генкай-Нада Суо-Нада Ариаке- Нада Амакуса- Нада Хюга-Нада Хибики-Нада Гото-Нада Бунго (пролив) Цусимский пролив Каммон (пролив) зал. Кагосима Залив Омура Залив Беппу Залив Сибуси зал. Яцусиро Г О Р Ы К Ю С Ю горы ЦУКУСИ горы КИРИСИМА горы КУДЗЮ Хико Ундзэн Кудзю Собо Асо Кунимидакэ Такахо Сакурадзима Каймондакэ равнина Цукуси равнина Кумамото равнина Миядзаки Нагасаки Фукуока Сага Оита Кумамото Миядзаки Кагосима р.Тикуго р.Онга р.Кума р.Оно р.Сэндай р.Оёдо оз.Икеда р.Сиракава р.Мидори п-ов.Кунисаки п-ов.Ниси-Соноги п-ов.Симабара п-ов.Сацума п-ов.Осуми о-ва Гото о-ва Амакуса о-ва Косикидзима о. Ики о. Хирадо ФУКУОКА САГА НАГАСАКИ КУМАМОТО КАГОСИМА МИЯДЗАКИ ОИТА |
| Физическая карта Кюсю |

## Демография
Население острова Кюсю — 12 млн человек (2010), плотность — 295,6 чел./км². Крупнейший город, Фукуока, насчитывает более 1,4 млн человек. Этот город является важным политическим и экономическим центром Кюсю. Более полумиллиона человек проживают в Кумамото и Кагосиме. Важными культурными центрами являются города Нагасаки, Хирадо и Оита.

## Административное деление
Административно Кюсю делится на 7 префектур:
- Фукуока
- Сага
- Нагасаки
- Кумамото
- Оита
- Миядзаки
- Кагосима

Остров входит в одноимённый экономический регион — Кюсю.

## Культура
Регион Кюсю на протяжении всей истории, с древних времён до наших дней, поддерживал наиболее тесные экономические и культурные связи с Окинава (Рюкю), чем любая другая часть Японии. С культурной точки зрения Кюсю отличается южным, субтропическим характером, особенно по сравнению с островом Хонсю. Следы культуры Окинавы можно обнаружить в различных частях Кюсю, и наоборот — влияние Кюсю наблюдается в окинавской культуре. Мелодические строи Окинавы часто встречаются в местной народной музыке, а также прослеживаются сходства в кулинарии и языке. В Кюсю существует уникальный традиционный музыкальный инструмент под названием готтан (ゴッタン), похожий на самисэн и сансин. Регион также славится богатой традицией ремесленного искусства, включая Хаката-ори(博多織), бамбуковые изделия из Беппу(別府竹細工), ткань Куромэ гасури(久留米絣) и Сацума Кирико(薩摩切子).

### Люди
Жители Кюсю известны своей более консервативной натурой по сравнению с другими регионами Японии. Особенно мужчины, родом из Кюсю, часто именуются как "кюсю-дандзи" (九州男児), что вызывает ассоциации с грубой силой и стойкостью. Этот термин существует с древности и, по преданиям, использовался для воодушевления и поддержки солдат. Происхождение с Кюсю считается источником большого личного достоинства. Благодаря такому культурному духу, Кюсю до сегодняшнего дня сохраняет и развивает богатое и самобытное культурное наследие.

## Экономика
Промышленность Кюсю сосредоточена на севере острова, в то время как на юге преобладает сельское хозяйство. Крупнейшими индустриальными центрами являются Нагасаки, Китакюсю и Оита. Преобладает химическая промышленность и металлообработка. На юге выращивают рис, табак, батат, а также занимаются скотоводством, в частности, разведением чёрных свиней.
Кюсю соединён с островом Хонсю мостом и двумя подземными тоннелями, автомобильным и железнодорожным, которые проложены под проливом Каммон.
Кюсю представляет собой один из ключевых экономических регионов Японии, занимающий юго-западную часть страны. В состав региона входят семь префектур: Фукуока, Сага, Нагасаки, Кумамото, Оита, Миядзаки и Кагосима. Этот регион уникальным образом сочетает современные высокотехнологичные производства с традиционными отраслями экономики, создавая сбалансированную хозяйственную систему.
Экономика Кюсю вносит существенный вклад в национальное хозяйство Японии, составляя около 8% от общего ВВП страны. Основу экономического потенциала региона формируют несколько ключевых отраслей. Полупроводниковая промышленность, сосредоточенная преимущественно в префектуре Кумамото, где расположены производственные мощности таких компаний как TSMC и Sony, играет особо важную роль. Металлургический комплекс, представленный предприятиями Nippon Steel в Китакюсю, обеспечивает значительную долю национального производства стали. Судостроительные верфи Mitsubishi Heavy Industries в Нагасаки поддерживают морской промышленный потенциал региона. Традиционные отрасли, включая сельское хозяйство с его рисоводством, чайными плантациями и цитрусовыми садами, а также геотермальная энергетика в районе Беппу (префектура Оита), дополняют индустриальный профиль региона.
Согласно данным Министерства экономики, торговли и промышленности Японии, на Кюсю приходится около 15% общеяпонского производства стали и 20% выпуска полупроводников. Эти показатели подчеркивают стратегическое значение региона для технологического и промышленного развития страны.
Фукуока, как крупнейший город региона, выполняет функции финансового и технологического центра. Здесь базируются штаб-квартиры многочисленных IT-компаний и стартапов, а порт Хаката служит важным узлом международной торговли, особенно с соседними Южной Кореей и Китаем. Китакюсю сконцентрировал металлургические мощности, включая предприятия Nippon Steel и TOTO, а также реализует инновационные экологические проекты, такие как программа "Зелёный город", направленная на сокращение выбросов углекислого газа.
Кумамото превратился в важнейший центр полупроводниковой индустрии после открытия завода TSMC с инвестициями 8,6 миллиардов долларов и расширения производственных линий Sony. Одновременно здесь развивается производство автокомпонентов для компаний Honda и Toyota. Нагасаки сохраняет свои позиции в судостроении благодаря верфям Mitsubishi и универсальным докам для крупных судов, а также развивает космическую отрасль через космодром Утиноура, используемый JAXA для запусков ракет.
Префектуры Оита и Кагосима специализируются на геотермальной энергетике, обеспечивая около 30% национальной выработки этого вида энергии, и сельском хозяйстве. Кагосима, в частности, лидирует по производству свинины, зелёного чая и сладкого картофеля в масштабах страны.
Внешнеэкономическая деятельность региона характеризуется экспортом полупроводников и электроники (30% регионального экспорта), стали и металлопродукции (25%), а также сельскохозяйственных товаров (15%, включая чай и фрукты). Основными торговыми партнёрами выступают Китай (40% экспорта), Южная Корея (20%) и США (15%).
Современные вызовы и перспективы развития региона включают активное внедрение искусственного интеллекта и робототехники через сотрудничество университетов Кюсю с компаниями SoftBank и Fanuc, решение демографических проблем, связанных с сокращением населения в сельских районах, и развитие туристического потенциала, который ежегодно привлекает около 10 миллионов посетителей на курорты Беппу и Якусима.